# Niplette

Anwendung einer Niplette (schematisch)

Als Niplette bezeichnet man ein medizinisches Hilfsmittel zur Korrektur von Schlupf- oder Hohlwarzen der weiblichen Brust. Die Ursache für Schlupf- oder Hohlwarzen ist häufig eine Verkürzung der Milchwege. Diese Anomalie kann ein großes Problem für stillende Frauen darstellen.
Bei der Niplette handelt es sich um einen kleinen Kunststofftrichter mit einer Ventilöffnung an seiner Spitze. Die Niplette wird auf die Brustwarze aufgesetzt und es wird, mit Hilfe einer Spritze, ein Unterdruck aufgebaut. Durch den Unterdruck wird die Brustwarze nach außen gezogen. Durch mehrwöchiges Tragen sollen die Milchkanäle allmählich gedehnt werden, wodurch die Brustwarzen sich entsprechend nach außen verlagern. Die bewirkte Veränderung ist dauerhaft.
Ein Einsatz der Niplette nach Beginn der Milchproduktion ist nicht mehr möglich, da infolge austretender Milch auf Dauer kein Unterdruck mehr aufrechterhalten werden kann. Frauen mit Schlupf- oder Hohlwarzen sollten die Behandlung daher möglichst schon vor der Schwangerschaft bzw. in den ersten Schwangerschaftsmonaten durchführen.
Die Niplette kann rezeptfrei in Apotheken erworben werden.